# Hnappadalstindur
Hnappadalstindur är en bergstopp i republiken Island. Den ligger i regionen Austurland, 300 km öster om huvudstaden Reykjavík. Toppen på Hnappadalstindur är 1 212 meter över havet, eller 624 meter över den omgivande terrängen. Bredden vid basen är 3,7 km.
Trakten runt Hnappadalstindur är nära nog obefolkad, med mindre än två invånare per kvadratkilometer. Det finns inga samhällen i närheten. Trakten runt Hnappadalstindur består i huvudsak av gräsmarker.